# Le Bois-d’Oingt
Le Bois-d’Oingt ist eine Commune déléguée in der französischen Gemeinde Val d’Oingt mit 2.592 Einwohnern (Stand: 1. Januar 2022) im Département Rhône in der Region Auvergne-Rhône-Alpes.  Die Einwohner werden Buisantins genannt.
Mit Wirkung vom 1. Januar 2017 wurden die ehemaligen Gemeinden Le Bois-d’Oingt, Oingt und Saint-Laurent-d’Oingt zur Commune nouvelle Val d’Oingt zusammengelegt. Sie hat seither den Status einer Commune déléguée. Sie war Teil des Arrondissements Villefranche-sur-Saône und des Kantons Le Bois-d’Oingt.

## Geographie
Le Bois-d’Oingt liegt rund 35 Kilometer nordwestlich von Lyon im Weinbaugebiet Bourgogne am Fluss Azergues. Umgeben wird Le Bois-d’Oingt von den Nachbarorten Saint-Laurent-d’Oingt im Nordwesten, Oingt im Norden, Moiré im Osten, Bagnols im Südosten, Le Breuil und Legny im Süden sowie Saint-Verand im Westen.

## Bevölkerungsentwicklung
| Jahr      | 1962 | 1968  | 1975  | 1982  | 1990  | 1999  | 2006  | 2012  |
| Einwohner | 912  | 1.009 | 1.328 | 1.462 | 1.518 | 1.823 | 1.973 | 2.287 |

## Sehenswürdigkeiten

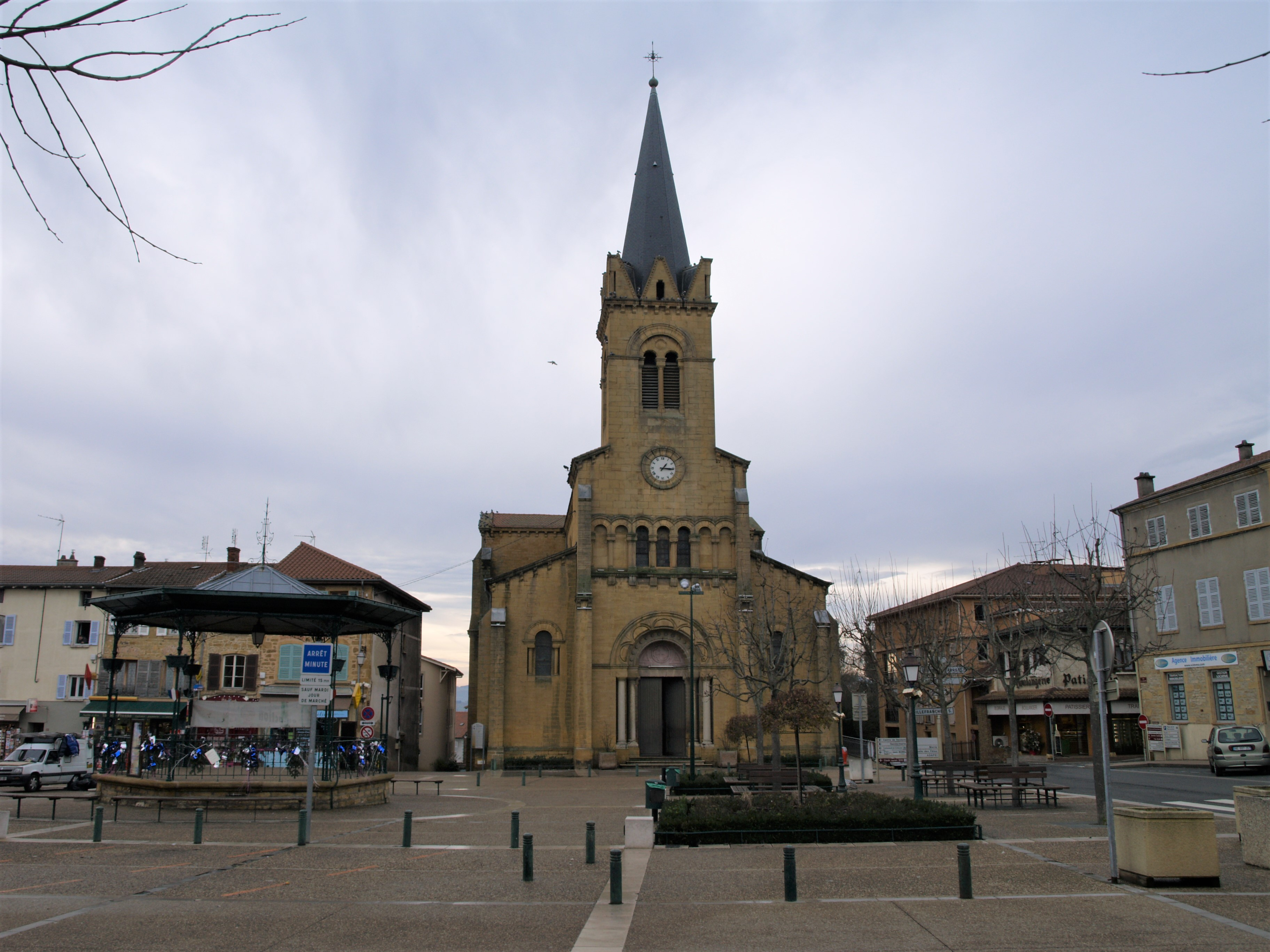
Platz der Freiheit mit der Kirche im Hintergrund

- Die alte Kirche Saint-Martin, ursprünglich aus dem 7. Jahrhundert,
- Die andere alte Kirche, um 1658 wurde der Kapellenraum errichtet,
- Die aktuelle Kirche wurde 1868 erbaut
- Kapelle Saint-Roch aus der Mitte des 17. Jahrhunderts
- Reste der alten Burganlage des Bischofs von Lyon aus dem 13. Jahrhundert
- Schloss La Grange de Tanay
- Schloss Combefort
- Museum John McGrew